# ГЕС Liújiāxiá
ГЕС Люцзяся (Liújiāxiá, 刘家峡水电站) — гідроелектростанція на півночі Китаю у провінції Ганьсу. Знаходячись між ГЕС Bǐnglíng (вище по течії) та ГЕС Yánguōxiá, входить до складу каскаду на одній з найбільших річок світу Хуанхе. 
В межах проекту річку перекрили греблею висотою 147 метрів та довжиною 840 метрів, виконаною переважно як бетонна гравітаційна споруда із насипною ділянкою на правобережжі. На час її спорудження воду відвели за допомогою двох тунелів довжиною 0,7 км та 0,5 км з перетином по 13х13,5 метра. Гребля утворила витягнуте по долині Хуанхе на 54 км велике водосховище з площею поверхні 130 км2, об’ємом 5,7 млрд м3 (корисний об’єм 4,15 млрд м3) та припустимим коливанням рівня поверхні між позначками 1694 та 1735 метрів НРМ, при цьому під час повені рівень міг зростати до 1738 метрів НРМ, а об’єм – до 6,4 млрд м3. До кінця 20 століття внаслідок нанесення осаду зазначений вище нормальний об’єм скоротився до 4,18 млрд м3 (а корисний об’єм - до 3,43 млрд м3). 
Комплекс обладнали двома машинними залами, один з яких (розрахований на розміщення двох гідроагрегатів) споруджений у підземному виконанні та має розміри 86х31 метр при висоті 59 метрів. У них встановили п’ять турбін типу Френсіс – три потужністю по 225 МВт, одну з показником у 250 МВт та одну на 300 МВт. Втім, дві останні змогли розвинуту фактичну потужність лише у 225 МВт та 260 МВт відповідно. У 1986-2002 роках станцію модернізували до загального показника у 1350 МВт (дві турбіни по 255 МВт, дві по 260 МВт та одна у 320 МВт).
Гідроагрегати використовують напір від 70 до 114 метрів (номінальний напір 110 метрів) та забезпечують виробництво 5,6 млрд кВт-год електроенергії на рік.
Видача продукції відбувається по ЛЕП, розрахованим на роботу під напругою 220 кВ та 330 кВ.